# Jan Legierski (1911–1944)
Jan Legierski (ur. 17 czerwca 1911 w Koniakowie, zm. 1944) – polski narciarz, medalista mistrzostw Polski.
Ukończył szkołę podstawową w Koniakowie. Reprezentant Polski w kombinacji klasycznej, mistrz Węgier, najlepszy narciarz Okręgu Śląskiego. W 1934 brązowy medalista mistrzostw Polski w sztafecie 5 x 10 km i konkursie skoków w barwach Śląskiego Klubu Narciarskiego.
Karierę Legierskiego przerwał wypadek w czasie zawodów w Wiśle-Łabajowie. Po powrocie nie zdołał odzyskać dawnej formy. W 1939 dołączył do partyzantów – zginął w walce z Niemcami bądź został przez nich aresztowany i zamordowany w Ratyzbonie. 
W Istebnej organizowano zawody narciarskie o puchar jego imienia.
Był żonaty (żona Władysława); pozostawił troje dzieci m.in. syna Kornela oraz córki Genowefę i Martę.